# Vriesea flava
Vriesea flava là một loài thuộc chi Vriesea. Đây là loài đặc hữu của Brasil.